# Fjodor Tiuttjev
Fjodor Ivanovitj Tiuttjev (ryska: Фёдор Иванович Тютчев), född 5 december 1803 (23 november g.s.), död 27 juli 1873 (15 juli g.s.), var en berömd rysk diktare och diplomat. Han var far till Anna Tiuttjev.
Han bodde bland annat i München och Turin och umgicks med Heine och Schelling. Tjuttjev deltog inte i de litterära kretsarnas liv och betraktade inte sig själv som författare. Han efterlämnade inemot 400 dikter, och rader ur dessa citeras ganska ofta i Ryssland. 
De tidiga dikterna tillhör 1700-talets poetiska tradition. Under 1830-talet är det den europeiska (särskilt tyska) romantiska traditionen som är förhärskande i hans dikter. De är för det mesta filosofiska (meditativa) med som viktigaste teman reflektioner över världsalltet, människans öde och naturupplevelser. På 1840-talet skrev han några statsvetenskapliga artiklar om växelverkan mellan Ryssland och den västerländska civilisationen. Under 1850-talet skapade Tiuttjev några genomträngande dikter där kärlek betraktas som en tragedi. Dessa verk blev senare samlade i den så kallade Denisievacykeln, dvs en diktcykel dedicerad till skaldens älskade, Je. A. Denisieva. På 1860- och 1870-talen skrev han mestadels politiska dikter.
Hans mest berömda dikt är "Silentium!" — en bitter uppmaning till tystnad och ett uttryck för sorgen över att en människa aldrig fullständigt kan förstå en annan. Versraden "Och lögn blir varje ord som sägs" (ryska: Мысль изреченная есть ложь) är en av Tiuttjevs mest kända aforismer, liksom "Ryssland kan inte förstås med förståndet" (Умом Россию не понять) och "Vi får inte veta på förhand hur vårt ord kommer tillbaka" (Нам не дано предугадать, как слово наше отзовется)

## Eftermäle
Asteroiden 9927 Tyutchev är uppkallad efter honom.